# 20 złotych Niepodległość
20 złotych Niepodległość – banknot kolekcjonerski emitowany przez Narodowy Bank Polski o nominale dwudziestu złotych, wprowadzony do obiegu 31 sierpnia 2018 r. zarządzeniem z 27 czerwca 2018 r.

## Awers
Na awersie umieszczono po prawej stronie portret Józefa Piłsudskiego w legionowym mundurze, a obok niego pamiątkowa odznaka Polskiej Organizacji Wojskowej. W centralnej części banknotu znajdują się daty 1918 2018, oraz Krzyż Legionowy, pod którym umieszczono napis w trzech wierszach „POLSKA/STULECIE ODZYSKANIA/NIEPODLEGŁOŚCI”, a po lewej odznaka „Za wierną służbę”. Na górze umieszczono godło – orła w koronie, wraz z napisem NARODOWY BANK POLSKI.

## Rewers
Na rewersie banknotu umieszczono Polską flagę, a po lewej orzeł legionowy (strzelecki), a wokół niego umieszczono napis RZECZPOSPOLITA POLSKA. Jest to nawiązanie do okolicznościowych monet 5 i 10 złotych z 1934 roku, wybitych z okazji 20. rocznicy wymarszu Pierwszej Kompanii Kadrowej.

## Nakład
Polska Wytwórnia Papierów Wartościowych wydrukowała 50 000 banknotów, o wymiarach 150 × 77 mm, wg projektu Agnieszki Próchniak.

## Opis
Jest to 10 banknot kolekcjonerski wydrukowany przez PWPW i upamiętnia 100. rocznicę odzyskania niepodległości.

## Zabezpieczenia
Banknot posiada zabezpieczenia takie jak:
- druk techniką stalorytniczą oraz offset
- efekt kątowy
- mikrodruk
- nitka zabezpieczająca
- recto-verso
- znak wodny
- znaki UV